# Kodeks 0296
Kodeks 0296 (Gregory-Aland no. 0296) – grecki kodeks uncjalny Nowego Testamentu na pergaminie, datowany metodą paleograficzną na VI wiek. Rękopis jest przechowywany na Synaju. Tekst rękopisu jest wykorzystywany we współczesnych wydaniach greckiego Nowego Testamentu.

## Opis
Zachowały się 2 pergaminowe karty rękopisu, z greckim tekstem 1. Listu Jana (5,3-13) i 2. Listu do Koryntian (7,3-4.9-10). Karta ma rozmiar 29 na 23,5 cm. Tekst jest pisany dwoma kolumnami na stronę, 21 linijek tekstu na stronę (według rekonstrukcji).

## Historia
INTF datuje rękopis 0296 na VI wiek .
Rękopis został znaleziony w maju 1975 roku podczas prac restauracyjnych w klasztorze wraz z wieloma innymi rękopisami . Na listę greckich rękopisów Nowego Testamentu wciągnął go Kurt Aland, oznaczając go przy pomocy siglum 0296. Został uwzględniony w II wydaniu Kurzgefasste. Rękopis jest wykorzystywany we współczesnych wydaniach greckiego Nowego Testamentu (NA27, NA28). Nie został natomiast wykorzystany w UBS4.
Rękopis jest przechowywany w Klasztorze Świętej Katarzyny (N.E. ΜΓ 48, 53, 55) na Synaju .